# Heidi Klum
Heidi Klum (1. lipnja 1973.), njemački supermodel, glumica, TV-voditeljica, modna dizajnerica i pjevačica.

## Životopis
Rodila se u malom mjestu Bergisch Gladbach, u Sjevernoj Rajni-Vestfaliji. Otac Günther je direktor kozmetičke tvrtke, a majka Erna frizerka.
Nakon završene osnovne škole Heidi je nastavila obrazovanje. Malo prije mature prijateljica Karin nagovorila ju je da ispuni kupon i prijavi se za modni natječaj čiji pobjednici bivaju ugošćeni u poznatom tv-showu Thomasa Gottschalka. Heidi je pristala i pobijedila između 25.000 natjecateljica, te joj je ponuđen ugovor u vrijednosti od 300.000 dolara. Prihvatila je ponudu i počela karijeru modela, odbivši naukovanje u školi za modne dizajnere.
Klum se pojavila na naslovnicama svih vodećih modnih časopisa. Okušala se i u glumi, kako u filmovima, tako i u tv-serijama. Uspješna je dizajnerica odjeće, nakita i parfema, koji redovito postižu veliki uspjeh. Vodi emisiju "Njemački idući Top model", a partnerica joj je Tyra Banks.
Godine 2005. se udala za glazbenika Seala, s kojim ima dva sina, Henryja i Johana. Rastali su se 2014. godine. Iz prijašnje veze ima kćerku Helene, za koju kaže da joj je Seal otac, premda joj je biološki otac Flavio Briatore, ali on ne sudjeluje u kćerkinom životu.

## Vanjske poveznice
- Službena stranica
- Heidi Klum u internetskoj bazi filmova IMDb-u (engl.)
- Intervju u Der Spiegelu
- Foto galerija u Sports Illustratedu  Arhivirana inačica izvorne stranice od 1. srpnja 2009. (Wayback Machine)